# Gerhard Tersteegen
Gerhard Tersteegen (Moers, 25 de novembro de 1697 - 3 de abril de 1769) foi um escritor e compositor religioso reformado alemão.

## Biografia

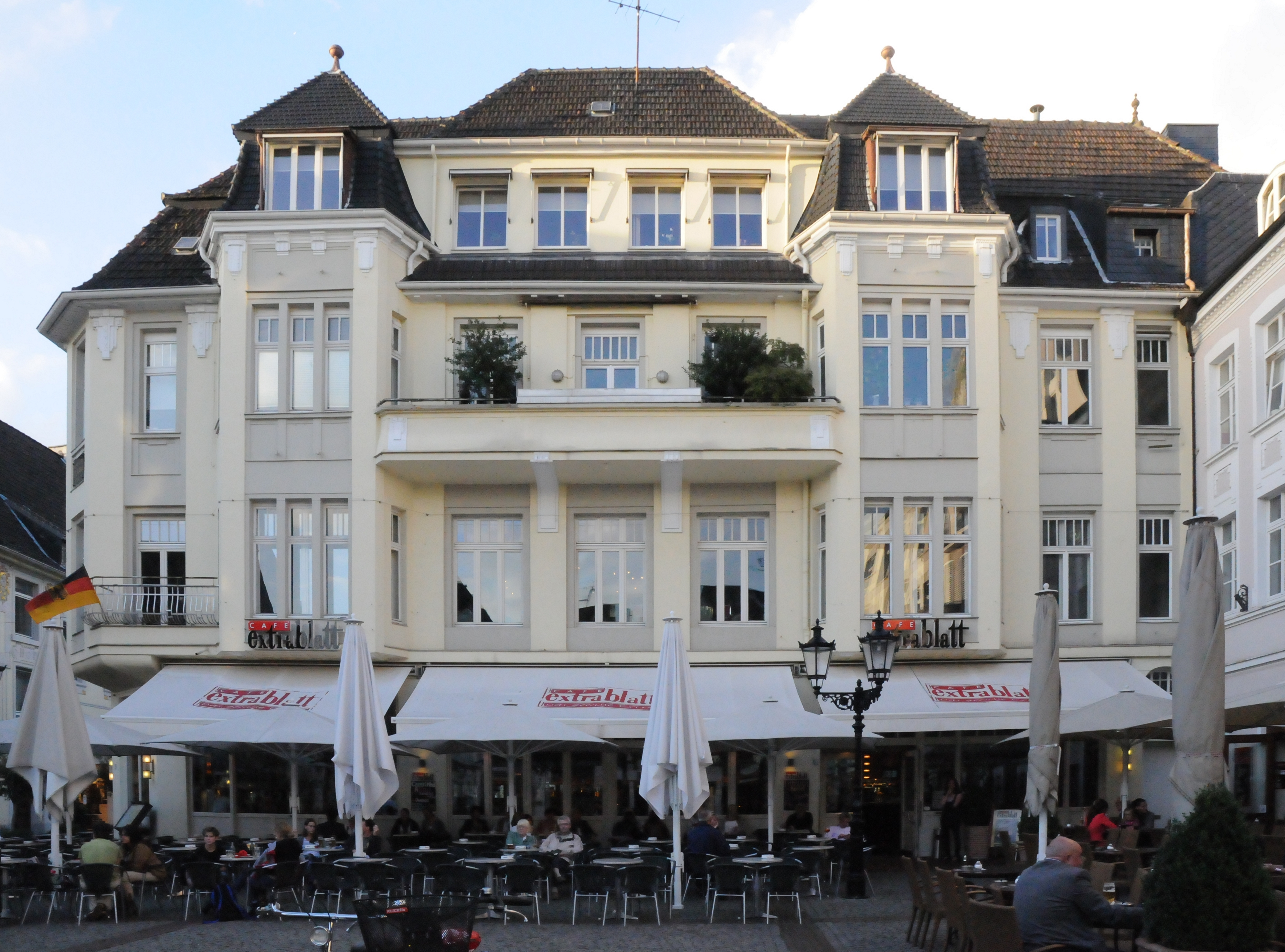
Local de nascimento de Tersteegen em Moers

Tersteegen nasceu em Moers, na época a principal cidade de um condado pertencente à Casa de Orange-Nassau, que formava um enclave protestante no meio de um país católico.
Após ter sido educado no ginásio de sua cidade natal, Tersteegen foi por alguns anos aprendiz de comerciante. Logo ele ficou sob a influência de Wilhelm Hoffman, um revivalista pietista, e dedicou-se à escrita e à fala em público, retirando-se em 1728 de todas as atividades seculares e dedicando-se inteiramente ao trabalho religioso. Ele também teve uma grande influência no pietismo radical. 
Seus escritos incluem uma coleção de hinos, como Das geistliche Blumengärtlein [O jardim espiritual de flores] de 1729 (nova edição, Stuttgart, 1868), um volume de Gebete (orações) e outro de Briefe (cartas), além de traduções dos escritos dos místicos franceses e de Julian of Norwich. Ele morreu em Mülheim, Renânia do Norte-Vestfália.

## Sermões
Tersteegen era conhecido por seus sermões profundamente espirituais, e centenas de pessoas se aglomeraram em sua casa para ouvi-lo falar das coisas de Deus. Alguns de seus sermões foram traduzidos para o inglês, incluindo piedade e avisos e advertências. Sermões adicionais podem ser encontrados nas Migalhas Espirituais de Samuel Jackson, na Tabela dos Mestres, e em Gerhard Tersteegen, de H.E. Govan: Life and Selection.   

## Hinos
Os hinos de Tersteegen foram impressos em vários hinários internacionalmente, por exemplo, no dinamarquês Roskilde Konvents Psalmebog 1855, e mais tarde em Psalmebog 1912, com um hino, "Kom, lad trøstig vandre" (n º 564). 
Na Suécia, um popular livro de canções com canções espirituais e orações de Thomas à Kempis chamado Lilla Kempis. Korta Språk e Böner, até a edição de capa da quarta edição (1876), continha 19 hinos de Tersteegen. 
No livro The Church Hymn, de 1872, ele é representado com quatro hinos: "Deus ainda chama" ("Gott rufet noch", 1730, n. 655), "Tu ocultas amor a Deus" ("Verborgne Gottesliebe, Du", 1731 n. 744), "Algo que todo coração ama" (1730, nº 782) e "Ó tu, para cuja visão onisciente" (1731, nº 927). 
No The English Hymnal with Tunes, 1933, ele é representado pelo hino da procissão " Gott ist gegenwärtig ", na tradução em inglês de John Wesley como "Deus está aqui!" (No. 637). Wesley traduziu vários textos de Tersteegen. 

## Publicações
- Gerhard Tersteegen, Briefe . Unitar Mitarbeit de Ulrich Bister (†) e Klaus vom Orde. Hg. v. Gustav Adolf Benrath. Bde. 1-2 (Göttingen, Vandenhoeck & Ruprecht, 2008), 1268 S. (Texte zur Geschichte des Pietismus, Abteilung V, Band 7).